# Bazens
Bazens – miejscowość i gmina we Francji, w regionie Nowa Akwitania, w departamencie Lot i Garonna.
Według danych na rok 1990 gminę zamieszkiwało 430 osób, a gęstość zaludnienia wynosiła 35 osób/km² (wśród 2290 gmin Akwitanii Bazens plasuje się na 767. miejscu pod względem liczby ludności, natomiast pod względem powierzchni na miejscu 915).